# Resistiré (canción)
«Resistiré» es una canción popularizada por el Dúo Dinámico, aparecida en su álbum de 1988 En forma, el segundo que publicó este dúo tras su reaparición dos años antes con el disco homónimo Dúo Dinámico, que fue el primero que grabaron para el sello discográfico Sony. Con el tiempo ha llegado a convertirse en una de las canciones más conocidas del grupo, incluida en la banda sonora de la película ¡Átame! de 1990 del director Pedro Almodóvar, y con un resurgimiento en España durante el confinamiento de 2020, como himno de la lucha contra el coronavirus, gracias también a la nueva versión Resistiré 2020, en la que participaron varios artistas, entre ellos David Bisbal, Rozalén o Manuel Carrasco.

## Historia
La canción es compuesta por Manuel de la Calva, uno de los integrantes del Dúo Dinámico, quien se inspiró en la frase de Camilo José Cela “el que resiste gana”; y la letra escrita por Carlos Toro Montoro, periodista y compositor español, creador de más de 1800 canciones de las cuales, un número importante han sido éxitos. En el momento de su publicación, el álbum que contenía la canción, ''En Forma'', fue un éxito extremadamente modesto para el Dúo Dinámico, alcanzando un puesto 16 en las listas de éxitos. Sin embargo, la inclusión del tema en la banda sonora de la película Átame de Pedro Almodóvar vuelve a poner la canción de relevancia en 1990.
En 2011 el Dúo Dinámico volvió a grabar la canción con Alaska.
En 2001, Resistiré se convirtió también en himno extraoficial de la crisis económica en Argentina.
Durante la pandemia por COVID-19 en 2020, la canción se convirtió en canto de resistencia contra la enfermedad. Sus autores cedieron los derechos de la canción a la Comunidad de Madrid, para su uso en campañas institucionales mientras dure el estado de alarma por el coronavirus. La repercusión social causada aumentó las reproducciones en Spotify en más de un 435% desde el 15 de marzo de 2020, después de que comenzasen a circular publicaciones en las redes sociales de la gente cantándolo en sus balcones, según informa la Agencia EFE. En las primeras semanas del confinamiento, la canción se puso rápidamente en el número 1 de descargas en iTunes.
La letra no está dedicada al padre de Carlos Toro, quien estuvo encarcelado bajo el régimen franquista por ser militante del Partido Comunista de España, aunque su hijo ha reconocido que su experiencia vital puede haberle influido.

## Resistiré 2020
El 1 de abril de 2020 se lanza como sencillo una nueva versión titulada «Resistiré 2020». Esto debido a que durante el confinamiento de la pandemia de enfermedad por coronavirus de 2020, la canción se popularizó en España y comenzó a ser cantada desde las ventanas y los balcones para dar ánimo al resto de la población, aislada en sus hogares. La canción se ha identificado como un himno de resistencia y superación ante la crisis sanitaria. Con tal motivo, Cadena 100 grabó una nueva versión, a beneficio de Cáritas.

#### Participantes
- Álex Ubago
- Álvaro Soler
- Andrés Ceballos
- Andrés Suárez
- Blas Cantó
- Carlos Baute
- Conchita
- David Bisbal
- David Otero
- David Summers
- Dani Marco
- Diana Navarro
- ELE
- Georgina
- India Martínez
- Iván Torres
- José Mercé
- Manuel Carrasco
- Melendi
- Mikel Erentxun
- Nil Moliner
- Pastora Soler
- Pedro Guerra
- Rosana
- Rozalén
- Rulo
- Sofía Ellar
- Susana Alva
- Vanesa Martín

#### Historial de lanzamiento
| País   | Fecha               | Formato                      | Discográfica        | Ref.   |
| ------ | ------------------- | ---------------------------- | ------------------- | ------ |
| Varios | 16 de abril de 2020 | Descarga digital y streaming | Warner Music España | [ 10 ] |

## Resistiré México
El 16 de abril de 2020 se lanzó una nueva versión como sencillo benéfico llamado «Resistiré México», esta vez con 30 artistas mexicanos. «Resistiré México» es escrito por Carlos Toro Montoro y Manuel de la Calva y producido por Armando Ávila. El proyecto fue liderado por Warner Music México con la asistencia de otras compañías discográficas como OCESA Seitrack, Sony Music México y Universal Music México. Todos los ingresos se destinarían a la Unidad Temporal COVID-19, instalada en el Centro Citibanamex, para buscar ayudar a aquellos afectados por la enfermedad.

#### Vídeo musical
El vídeo musical es lanzado el 16 de abril de 2020 en la cuenta de YouTube de Warner Music México, y se muestra a los diversos cantantes interpretando partes de la canción en sus casas.

#### Participantes
Lista de artistas participantes:
- Aída Cuevas
- Arath Herce
- Axel Muñiz
- Belinda
- Benny Ibarra
- Camila
- Caztro
- Chucho Rivas
- Cristian Castro
- DLD
- Edith Márquez
- Gloria Trevi
- Ha*Ash
- Horacio Palencia
- Kaia Lana
- Kinky
- Leonel García
- Lila Downs
- Lupe Esparza
- María José
- María León
- MC Davo
- Mijares
- Mœnia
- Paty Cantú
- Río Roma
- Rodrigo Davila
- Sandra Echeverría
- Ximena Sariñana
- Yahir

#### Posiciones en las listas
| Listas (2020)                               | Mejor posición |
| ------------------------------------------- | -------------- |
| México (Mexico Espanol Airplay)             | 4              |
| México (Mexico Airplay)                     | 15             |
| España Spain Digital Song Sales (Billboard) | 1              |

#### Historial de lanzamiento
| País   | Fecha               | Formato                      | Discográfica        | Ref    |
| ------ | ------------------- | ---------------------------- | ------------------- | ------ |
| Varios | 16 de abril de 2020 | Descarga digital y streaming | Warner Music México | [ 14 ] |

## Otras versiones
- En 1997, la banda chilena de punk rock Fiskales Ad Hok, utiliza esta canción reversionada y reestilizada en el disco Fiesta.[27]
- En 1999, el grupo de punk Los Muertos de Cristo realiza una versión para el disco Los Pobres No Tienen Patria.
- En el 2002, la banda de rock uruguayo Trotsky Vengaran realiza un cover para su disco Todo lo contrario.
- A fines de 2002, la cantante argentina Estela Raval, vocalista del grupo Los Cinco Latinos, es operada del cáncer de mama.[1] Cuando permanecía aún internada, quiso expresar a través de la música, lo que estaba viviendo y sintiendo. Buscando nuevas canciones para incorporar a su repertorio, llegó a sus manos la letra de este tema. Estrenó el tema en enero de 2003 en Mar del Plata y a su álbum grabado unos meses después no le pudo poner como título el nombre de la canción debido a que una novela había registrado el nombre previamente, por lo que el CD se llamó Adelante! (Premio Gardel 2003); fue doble Disco de Oro y Disco de Platino superando las 50.000 unidades vendidas.[cita requerida]
- El 13 de enero de 2003, la televisora argentina Telefe estrenó la telenovela Resistiré. Como cortina  musical es seleccionada una versión de la canción homónima, interpretada por el cantante y compositor David Bolzoni. Comúnmente, esta interpretación es confundida con la canción Resistiré de Ataque 77, lanzada en su disco Radio Insomnio (2000), la cual es original del grupo español Barón Rojo.[cita requerida]
- En 2004, el merenguero dominicano Toño Rosario hace una versión en el álbum del mismo nombre,[28] el cual llega a posiciones 4.ª. y 44.ª en algunas listas de popularidad,[29][30] y es nominado por «Tema tropical que más sonó en la radio del año, Masculino».[31]
- Finalmente, en 2020, es versionada por el actor y cantante Raphael, en el LP de duetos 60 años.
- También, ese mismo año, el grupo tropical argentino Ráfaga también hizo su versión de este tema, en versión cumbia.